# 永井秀明
永井 秀明（ながい ひであき、本名：永井 達郎（ながい たつお）、1921年〈大正10年〉10月27日 - 2002年〈平成14年〉3月16日）は、日本の俳優。東京府大森区（現・東京都大田区）出身。麦の会代表。

## 家族
- 永井久子（妻）
- 永井秀和（長男）

## 来歴・人物
明治大学予科中退。1939年、松竹に入社、本名の永井達郎で俳優デビュー。
1964年、永井秀明に改名。翌年、松竹を退社し、フリーとなる。
時代劇では悪役を多く演じた。
2002年3月16日に肝臓癌のため死去。80歳没。

## 出演作品

### 映画
- 父ありき（1942年）
- 本日休診（1952年）
- 東京チャキチャキ娘（1956年）
- 花くれないに（1957年）
- 眼の壁（1958年）
- ゼロの焦点（1961年）
- 泣かせるぜ（1965年）
- 夜のバラを消せ（1966年）
- 男なら振りむくな (1967年)
- トラ・トラ・トラ!（1970年）*出演シーンはカットされている。
- 赤穂城断絶（1978年）
- わが青春のイレブン（1979年）
- 日本の黒幕（1979年）
- おんな6丁目 蜜の味（1982年）
- 鍵（1983年）

### テレビドラマ
- 夜の扉
- 二人の旅路
- 時雨の紀
- 月より使者
- 第7の男 第5話「背骨にパンチ」（1964年、CX /東北新社）-吉沢
- 乗っていたのは二十七人 第6話「女狂い」（1965年、NET / 東映）
- 銭形平次（CX / 東映）
  - 第28話「名刀の罪」（1966年） - 安造
  - 第175話「月夜に消えた娘」（1969年） - 大津屋惣右ヱ門
  - 第247話「ぎやまん地獄」（1971年）- 日向屋徳兵衛
  - 第461話「佐渡の恋唄」（1975年）-越後屋喜左ヱ門
  - 第713話「大江戸大地震」（1980年）- 井筒屋半兵ヱ
- ウルトラマン （TBS / 円谷プロ）
  - 第17話「無限へのパスポート」（1966年） - 福井一郎
  - 第35話「怪獣墓場」（1967年） - 月ロケットセンター所長
- キイハンター（TBS / 東映）
  - 第31話「フーテン族強奪作戦」（1966年）
  - 第175話「真夏の海底黄金大作戦」（1971年）
- 特別機動捜査隊 第306話「土と金と女」（NET） - 工藤光良
- 水戸黄門（TBS / C.A.L、悪役・善人役。43回ゲスト出演）
  - 第1部 第30話「上州からっ風・前橋」（1970年2月23日） - 林外記
  - 第3部 第11話「恩讐の通し矢・岡崎」（1972年2月7日） - 榊原内膳
  - 第4部 第9話「ごますり剣法免許皆伝・山形」（1973年3月19日） - 堀田内記
  - 第5部 第14話「妖怪の仇討・姫路」（1974年7月1日） - 杉沢頼母
  - 第7部 第6話「武士道無明・盛岡」（1976年6月28日） - 沼森市太夫
  - 第8部 第10話「命賭ける時・名古屋」（1977年9月19日） - 横地善太夫
  - 第9部
    - 第5話「黄門様のそっくりさん・仙台」（1978年9月4日） - 天童内記
    - 第23話「からくりお茶壺道中・甲府」（1979年1月8日） - 石川近江守

  - 第10部
    - 第8話「関所の沙汰は銭次第・新居」（1979年10月1日） - 成瀬滝右衛門
    - 第26話「日本晴れ!!水戸街道・水戸」（1980年2月11日） - 依田助太夫

  - 第11部 第18話「天晴れ早駈け勝ち名乗り・与板」（1980年12月15日） - 香月広之助
  - 第12部
    - 第4話「兄と呼ばれた格之進・諏訪」（1981年9月21日） - 朝倉大膳
    - 第17話「備前緋襷兄弟茶碗・岡山」（1981年12月21日） - 森田屋伊兵衛
    - 第27話「瞼の母娘にめぐる春・江戸・水戸」（1982年3月1日） - 大島内記

  - 第13部
    - 第3話「鬼が棲んでる天下の嶮・箱根」（1982年11月1日） - 堀備後守
    - 第23話「悪を裁いたかすり織・久留米」（1983年3月21日） - 万田帯刀

  - 第14部
    - 第11話「津軽馬鹿塗り駄目親父・弘前」（1983年1月9日） - 内藤主膳
    - 第26話「湯けむり格さん子守唄・山中」（1984年4月23日） - 野々村監物
    - 第35話「陰謀暴いた鳴門の渦潮・淡路島」（1984年6月25日） - 大目付 山城

  - 第15部（1985年） 
    - 第4話「悪計暴いた身代り花嫁・大洲」 - 秋月太兵衛
    - 第28話「助さんは替え玉亭主・岐阜」 - 垂水屋
    - 第39話「野望砕いた江戸城の対決・江戸」 - 戸田山城守

  - 第16部 第16話「おとぼけ駕篭屋幽霊騒動・鳥取」（1986年8月11日） - 荒木兵庫
  - 第17部 第25話「狙われた二人の黄門様・大坂」、第26話「旅の終わりの波瀾万丈・大坂・江戸」（1988年） - 天満屋治兵衛
  - 第18部
    - 第16話「嫁が救った唐津焼・唐津」 （1988年12月26日） - 脇坂掃部
    - 第27話「妻が守った夫の武士道・掛川」（1989年3月20日）  - 川北丈右衛門

  - 第19部
    - 第12話「仇討ち悲願の名人芸・一関」（1989年12月11日） - 最上屋藤兵衛
    - 第21話「烏に狙われた女・富山」（1990年2月19日） - 黒松屋伝衛門

  - 第20部 - 第24部（1990年 - 1996年） - 堀田備前守正則（準レギュラー）
  - 第20部 第24話「嫁の真心豊後竹人形・別府」（1991年4月22日） - 豊後屋
  - 第21部（1992年）
    - 第5話「恩讐越えた恋人形・三次」 - 山木屋
    - 第19話「恋を実らす占い合戦・龍野」 - 山城屋
    - 第29話「狙われた御用金・高崎」 - 大沼屋

  - ※ 息子の永井秀和はテレビ時代劇『水戸黄門』では善人役が多かったが第37部で悪役を演じた。

- 遠山の金さん捕物帳（NET / 東映）
  - 第36話「寝返った女」（1971年3月14日） - 大野屋市兵ヱ
  - 第84話「三ん下を男にした女」（1972年2月13日） - 敷島屋九ヱ門
- 千葉周作 剣道まっしぐら 第38話「男の挑戦」- 原田新兵衛
- 大岡越前（TBS / C.A.L）
  - 第2部 第13話「卍組始末記」（1971年8月9日） - 徳兵衛
  - 第6部 第1話「大岡越前」（1982年3月8日） - 大沢玄庵
  - 第7部 第10話「薬袋に仕掛けた罠」（1983年6月27日） - 桂木道山
  - 第8部 第6話「嘘つき婆さんの恩返し」（1984年8月27日） - 近江屋
  - 第9部 第20話「見えぬ目が見た真犯人」（1986年3月10日） - 水野武太夫
  - 第10部 第26話「辻斬り三葉葵の陰謀」、第27話「将軍吉宗暗殺計画」（1988年9月5日） - 富田屋利兵衛
  - 第11部 第6話「鱈に当たった変な奴」（1990年5月28日） - 川田屋八左衛門
  - 第12部 第12話「将軍救った鉄拳仁術」（1992年1月6日） - 蓬莱屋
  - 第13部 第9話「秋刀魚の煙が目にしみた」（1993年1月11日） - 武蔵屋
- 銀河ドラマ / 霧の旗（1972年、NHK） - ゴルフの男
- 緊急指令10-4・10-10 第10話「死を呼ぶバイオリン」（1972年9月4日、NET / 円谷プロ） - 岡部修一郎
- 国盗り物語 (NHK大河ドラマ) (1973年、NHK) - 松永弾正[注釈 1]
- プレイガール 第209話「猟奇世界一の女」（1973年12ch / 東映） - 新田
- ぶらり信兵衛 道場破り 第25話「妻と呼びたい」（1974年、CX / 東映） - 脇屋五郎兵ヱ
- 華麗なる一族（1974年 - 1975年、MBS / 東宝） - 大亀専務
- 楽屋のれん（1975年3月31日、フジテレビ） - 太田黒
- 遠山の金さん 第1シリーズ（NET / 東映） ※杉良太郎版
  - 第15話「哭くな 南蛮鳥!!」（1976年） - 七兵ヱ
  - 第97話「鯨のように飲む男」（1977年） - 廻船問屋 松前屋銀右衛門
- 大江戸捜査網（12ch→TX / 三船プロ / ヴァンフィル）
  - 第76話「夏の終わりに咲いた花」（1972年） - 天野屋
  - 第309話「暗躍! 幻の盗賊集団」（1977年） - 立原監物
  - 第381話「命を賭けた哀しき女賊」（1979年） - 渡海屋
  - 第397話「命の鍵を解く男」（1979年） - 遠州屋
  - 第417話「五ツ刻の鐘は殺しの調べ」（1979年） - 武蔵屋
  - 第433話「女すり捨身の恩返し」（1980年） - 平戸屋剛蔵
  - 第588話「華魁秘録 吉原百人斬り」（1983年） - 三國屋
  - 第632話「生か死か! 傷だらけの女豹」（1984年） - 松平定信
  - 第640話「隠密同心 暁に去る」（1984年） - 松平定信
  - 大江戸捜査網平成シリーズ
    - 第1シリーズ 第4話「山男に抱かれた女」（1990年） - 伝衛門
    - 第2シリーズ 第18話「面影の女 隠密同心が消えた!」（1992年） - 澤井将監
- ベルサイユのトラック姐ちゃん 第6話「ベルトラ姐ちゃん大声援!」（1976年、NET / 東映）- 今村
- 白い巨塔（1978年〜1979年、CX）
- 大空港（1978年、CX / 松竹）
  - 第6話「紙一重の青春」（1978年）
  - 第58話「慟哭する加賀警視 たとえ花びらは散っても!」（1979年）
- 柳生一族の陰謀（1978年、KTV / 東映）
- 風鈴捕物帳 第12話「甦った男」（1978年、ANB / 東映）
- 必殺シリーズ（ABC / 松竹）
  - 翔べ! 必殺うらごろし 第23話「悪用した催眠術! 先生勝てるか」（1979年） - 荒川屋清右ヱ門
  - 必殺スペシャル・新春 せんりつ誘拐される、主水どうする? 江戸政界の黒幕と対決!純金のカラクリ座敷（1992年） - 綾部越中守
- ザ・スーパーガール 第18話「女子大生の異常な体験」（1979年、12ch / 東映） - 若林
- そば屋梅吉捕物帳 第4話「裏街道を翔ぶ男達」（1979年、12ch / 国際放映） - 堀田摂津守
- 駆け込みビル7号室 第7話「パリ-東京! 秘められた青春をさがせ」（1979年、CX）
- 新五捕物帳 第57話「津和野かげろう」（1979年、NTV / ユニオン映画）- 稲葉作之進
- 服部半蔵 影の軍団 第1話「虎は嵐に爪をとぐ」（1980年、KTV / 東映） - 堀田正盛
- 噂の刑事トミーとマツ 第1シリーズ 第39話「トミマツの、健康美なのだ!」（1980年、TBS / 大映テレビ） - 小山
- Gメン'75 第267話「Gメン対世界最強の香港カラテ」、第268話「Gメン対世界最強の香港カラテ PART2」（1980年、TBS / 東映） - 朝倉総領事
- 愛の劇場「ふたりの旅路」（1981年、TBS）
- ザ・ハングマンシリーズ（ABC / 松竹芸能）
  - ザ・ハングマン 第27話「人質は糖尿病 救急ネズミ作戦」（1981年） - 南郷浜之助
  - ザ・ハングマンII 第18話「さらわれた女子大生 救出トンビ作戦」（1982年） - 岩淵洋介（東亜銀行頭取）
  - 新ハングマン 第23話「美女をエサにする国際サラ金」（1984年） - 三津田社長
  - ザ・ハングマン4 第9話「美人コンパニオンが消されていく!」（1984年） - 時岡総一朗（商務省長官）
  - ザ・ハングマンV 第10話「ファルコンが宝石強盗の襲撃に加わる!」（1986年） - 佐伯光男（アジア局局長）
  - ザ・ハングマン6 第1話「ラジコンヘリで爆撃処刑せよ!」（1987年） - 大野木孝之大臣
- 火曜サスペンス劇場（NTV）
  - 「たそがれに標的を撃て」（1982年、東映）
  - 「女の中の風」（1988年、東映）
- 木曜ゴールデンドラマ（YTV）
  - 「非行少女 母と娘の愛と憎しみ!」（1982年）
  - 「母の愛は死を越えて」（1984年）
- 大奥 第14話「京より天女が舞い降りた」（1983年、KTV / 東映） - 保科正之
- 流れ星佐吉 第13話「千之助、幸わせ大芝居」（1984年、KTV / 松竹）
- 赤い秘密（1985年、TBS / 東映）
- 太陽にほえろ! 第673話「狼の挽歌」（1985年、NTV / 東宝） - 大山修作（青南商事会長）
- 江戸を斬る（TBS / C.A.L）
  - 江戸を斬るVII 第23話「鬼が狙った唐人形」（1987年） - 神山備前守
  - 江戸を斬るVIII 第9話「桜吹雪の大芝居」（1994年） - 丹波屋
- 長七郎江戸日記（NTV / ユニオン映画）
  - 第2シリーズ（1989年）
    - 「不幸を呼ぶ女」 - 崎坂
    - 「蛍の哭く川」 - 畠山右京亮

  - 第3シリーズ 第13話「兄妹芝居涙の花道」（1991年1月22日） - 三田村伯堂
- 翔んでる!平賀源内 第5話「炎の中の白い影」（1989年、TBS / C.A.L）
- 仮面ライダーBLACK RX 第32話「愛と希望の大空」（1989年、MBS / 東映） - 雲田
- 八百八町夢日記（NTV / ユニオン映画）
  - 第1シリーズ 第13話「幻の旅路」（1990年） - 花木大江進　
  - 第2シリーズ 第10話「おつや、涙の再会」（1991年） - 黒崎出雲
- 女無宿人 半身のお紺 第12話「鈴も一緒に捨てました」（1991年、TX）
- 月曜ドラマスペシャル / 忠治旅日記 （1992年、TBS） - 辻屋藤右衛門
- 土曜ワイド劇場「南紀殺人回流」（1993年、ANB / 東映） - 伊藤大蔵
- 暴れん坊将軍シリーズ（ANB / 東映）
  - 吉宗評判記 暴れん坊将軍 第148話「日本一の小泥棒」（1981年） - 越後屋
  - 暴れん坊将軍II
    - 第59話「日本一のゴマすり茶坊主」（1984年） - 阿部豊後守
    - 第98話「あゝ憎まれて五十年!」（1985年） - 京極大炊
    - 第182話「燃える江戸城! 男たちの一番纏!」スペシャル（1987年） - 島津正久

  - 暴れん坊将軍IV
    - 第26話「江戸城反乱! 連判状に仕掛けられた罠!!」（1991年、TVスペシャル） - 水沢左馬介
    - 第52話「剣鬼が走る! 江戸の闇」（1992年） - 友成図書

  - 暴れん坊将軍V  第25話「盗っ人新さん、二代目襲名!」（1993年） - 大久保伊賀守
- 闇を斬る!大江戸犯科帳 第18話「闇に咲く花」（1993年、NTV / ユニオン映画） -  秋葉主殿
- 名奉行 遠山の金さん 第7シリーズ 第16話「消えた女!裏切りの集団見合い」（1996年、ANB / 東映） - 美濃屋政兵衛

### 吹き替え
- 少年ミステリー・ハーディボーイズ （1979年 - 1980、NHK） -  ゲスト出演。主役のパーカー・スチーブンスンの声は息子の永井秀和。
- 名探偵ダウリング神父 第1話 （1992年 - 1993、NHK）- ゲスト出演。レスリー・ニールセンの声を担当。

### 舞台
- アニー[2]

### CM
- 中銀マンション